# Glinki (Łuków)
Glinki – część miasta Łukowa, położona w jego wschodniej części, wzdłuż ulicy o tej samej nazwie.